# 張斗 (萬曆丙戌進士)
張斗（1556年—？），字文光，號柴垣，直隸徐州沛縣人，民籍，明朝政治人物。

## 生平
萬曆四年（1576年）丙子科應天鄉試八十九名，萬曆十四年（1586年）丙戌科會試三百一名，登三甲第二百五十七名進士。吏部观政，历官荆州府知府，十七年十二月升福建按察司副使，考察调簡。二十三年五月调补贵州副使，二十六年七月升云南参政。

## 家族
曾祖張鵬；祖父張吉；父張密。母安氏。弟張奎。